# Iceloberotha simulatrix
Iceloberotha simulatrix (лат.) — ископаемый вид сетчатокрылых насекомых из беротид (Berothidae). Обнаружены в нижнемеловых (альбский ярус) бирманских янтарях Азии (Kachin, Tanai Village, Мьянма).
Вид был впервые описан в 2008 году американскими энтомологами Майклом Энджелом (Engel M.) и Дэвидом Гримальди (Grimaldi D. A.; США).
Вместе с другими ископаемыми видами сетчатокрылых насекомых, такими как Paraberotha acra, Banoberotha enigmatica, Haploberotha persephone, Sinosmylites rasnitsyni, Iceloberotha kachinensis, Eorhachiberotha burmitica, Systenoberotha magillae, Oloberotha sinica, Dasyberotha eucharis, Araripeberotha fairchildi, Jersiberotha myanmarensis, Jersiberotha tauberorum являются одними из древнейших представителей беротид и всего отряда Neuroptera в целом, что было показано в 2011 году при ревизии палеофауны палеоэнтомологами Владимиром Макаркиным (Биолого-почвенный институт ДВО РАН, Владивосток) и его китайскими коллегами Ц. Яном и Д. Жэнем (Qiang Yang, Dong Ren; College of Life Sciences, Capital Normal University, Пекин, Китай).